# كيل ذس لوف
اقتل هذا الحب (بالكورية: 이 사랑을 죽여) هو ثالث البوم مصغر بشكل عام لفرقة الفتيات الكورية الجنوبية بلاكبينك، صدر الالبوم في 5 أبريل 2019 بواسطة واي جي إنترتينمنت وإنترسكوب ريكوردز، وهو أول البوم مُصغر باللغة الكورية للفرقة منذ إصدار البوم سكوير آب في يونيو 2018، وهو أول البوم يُصدر للفرقة مع وكالتهم الأمريكية الجديدة إنترسكوب ريكوردز، تم إصدار الاغنية الرئيسية للالبوم اقتل هذا الحب قبل إصدار الالبوم بأيام قليلة، كما ان تم تصنيف الالبوم كتاسع أفضل البوم في 2019 من قِبل مجلة "Paper"

## الخلفية
أصدرت واي جي إنترتينمنت بيانًا قالت فيه إن الأغنية الرئيسية للالبوم ستكون «أكثر كثافة» من أغنيات بلاكبينك السابقة ولكن لها «إيقاع قوي» مثل «ددو-دو ددو-دو» ، وأن تصميم الرقصات سيكون أكثر «ديناميكيًا» من رقصات السابق، كما ان تم إنتاج الرقصة من قبل أربعة مصممين «من الطراز العالمي».

## الترويج
بدأت ES Digital بالترويج لـ الالبوم منذ البداية في 25 مارس، بواسطة إصدار ملصق ترويجي للعضوة ليسا ، في 26 مارس تم الكشف عن ملصق جيني التشويقي ، ثم تم الكشف عن ملصق جيسو الترويجي في اليوم التالي ، تم الكشف أخيرًا عن ملصق روزي التشويقي في 28 مارس ، تم الكشف عن ملصق التشويق الجماعي الرسمي للفرقة في 29 مارس ، وثم إصدار الفيديو التشويقي الرسمي للفيديو الموسيقى للاغنية الرئيسية من الالبوم في 2 أبريل.

## النسخة اليابانية
تم إصدار النسخة اليابانية بواسطة شركة واي جي إنترتينمنت و إنترسكوب ريكوردز ، في 16 أكتوبر 2019.

## الإنجازات
1. الالبوم حتى قبل إصداره احتل المركز الأول في مخطط موسيقى QQ الصيني مع 24265 نسخة مبيعًا.
2. فيديو موسيقى "اقتل هذا الحب" حطم الرقم القياسي لأسرع مقطع فيديو في التاريخ يتجاوز مليون إعجاب على اليوتيوب، حيث وصل إلى 1 مليون إعجاب في 30 دقيقة ، وكسر الرقم القياسي السابق لأغنية أريانا غراندي «ثانك يو، نيكست» حيث حصلت غراندي على الإعجاب في الدقيقة 33.
3. فيديو موسيقى "Kill This Love" حطم أيضًا الرقم القياسي لأسرع فيديو موسيقي في التاريخ يتجاوز 2 مليون إعجاب على اليوتيوب ، وصل الفيديو الموسيقى إلى 2 مليون إعجاب في ساعة واحدة و 49 دقيقة فقط.
4. وصل «اقتل هذا الحب» احتل المرتبة 1 على مخطط iTunes في جميع أنحاء العالم ودخل مخطط 10 لأفضل نقاط على iTunes في الولايات المتحدة واحتل المرتبة 6.
5. أصبحو بلاكبينك أول فرقة فتيات كورية تدخل إلى المراكز الثلاثة الأولى على iTunes في الولايات المتحدة.
6. بعد فترة وجيزة من تحقيقهم للمرتبة 3 في iTunes ، احتلو المرتبة 1 في قائمة iTunes في الولايات المتحدة أصبحو أول فرقة فتيات منذ 10 سنوات تحقق ذلك.
7. حصل الألبوم المصغر "Kill This Love" على شهادة البلاتينوم مرتين على مخطط موسيقى QQ في الصين ، ليصبحن أول فرقة فتيات كورية تحقق ذلك.
8. أصبح فيديو موسيقى "Kill This Love" أسرع فيديو موسيقي نوع كي-بوب يصل إلى 10 ملايين مشاهدة، وصلو إلى 10 ملاين مشاهدة في 4 ساعات و 13 دقيقة فقط.
9. كما حقق فيديو موسيقى "Kill This Love" الرقم القياسي لأسرع فرقة فتيات كورية تصل إلى 20 مليون مشاهدة، بعد أن وصل إلى 20 مليون في 9 ساعات و 38 دقيقة فقط.
10. باعوا 78275 نسخة من البومهم  في اليوم الأول، حطمو الرقم القياسي السابق لـ فرقة إيزون ، و احتل المرتبة1 في مخطط Hanteo اليومي في 23 أبريل.
11."Kill This Love" أصبح أسرع ألبوم تصدره فرقة فتيات يبيع 100000 نسخة على مخطط Hanteo،  باعوا أكثر من 100 ألف نسخة في غضون يومين فقط وحطموا الرقم القياسي لفرقة توايس مع البومهم "twicetagram".
12. حقق الالبوم رقما قياسيا جديداً وهو أعلى ألبوم مبيعًا في الأسبوع الأول لفرقة فتيات على مخطط "Hanteo" ، مع139،970 نسخة مبيعًا.
13. احتل الالبوم المرتبة 11 في قائمة 15 أفضل البوم مبيعًا لفرقة فتيات في مخطط غاون.
14. البوم Kill This Love احتل بالمرتبة 24 في مخطط بيلبورد 200 للمبيعات في الولايات المتحدة الأمريكية مما يجعله اعلى مرتبة البوم لفرقة فتيات على الإطلاق في المخطط.
15. احتل الالبوم المرتبة 4 في قائمة أفضل 10 الالبومات مبيعًا في النصف الأول من عام 2019 على مخطط غاون.
16. أصبح البوم "Kill This Love" اعلى البوم مبيعًا لفرقة تحت وكالة واي جي إنترتينمنت مع 285.521 مبيعًا.
17. البوم "kill this love" هو الالبوم الوحيد لفرقة فتيات يصل إلى المركز 1 في iTunes المملكة المتحدة.
18. باع الالبوم أكثر من 90 الف نسخة على موقع Ktown4u .
19. فازت الاغنية الرئيسية من الالبوم بجائزة جوائز خيار الشعب في فئة «أفضل فيديو مصور».
20. البوم "Kill This Love " احتل المرتبة رقم 41 في قائمة بيلبورد هوت 100 ، وهو أعلى مرتبة لـ فرقة فتيات كي-بوب ، كما ان بلاكبينك حطمو سجلهم السابق مع أغنية «ددو-دو ددو-دو» ، والتي احتلت لأول مرة المرتبة 55 على المخطط في يونيو 2018.